# Dorthe Chakravarty
Dorthe Chakravarty (født 29. maj 1971 i Middelfart) er en dansk historiker, forfatter, foredragsholder og forhenværende radiovært på DR P1.

## Uddannelse
Chakravarty har studeret litteraturvidenskab på Odense Universitet i 1990, og blev siden cand.mag. i historie og dansk ved Københavns Universitet i 2003.

## Karriere
I årene 1990-1994 arbejdede hun som ansvarshavende redaktør og skribent for musiktidsskriftet JAM, studievært på Radio Voice og klummeskribent for Berlingske Tidende og sidenhen som pressechef for pladeselskabet Universal Music. Efter endt uddannelse som historielærer på Ribe Katedralskole og Rysensteen Gymnasium, hvorefter hun 2005-2013 var vært og tilrettelægger af historieprogrammet Alle Tiders Historie på DR P1.
Siden 2013 har Chakravarty arbejdet freelance som historiker og forfatter. Hun var 2018-2019 sekretariatsleder for Kvinderådet. I april 2019 blev hun tildelt et arbejdslegat på 75.000 kroner af Statens Kunstfond.

## Priser og legater
- Statens Kunstfonds arbejdslegat (2019)

## Forfatterskab

### Bøger
- Chakravarty, Dorthe (2010). Selvforsynende på 1. sal. Gør det selv – brug hvad du har. København: Gyldendal. ISBN 9788702094053.
- Chakravarty, Dorthe; Mortensen, Hanne (2014). De danske kvinders historie. Aarhus: Systime. ISBN 9788761658463.
- Chakravarty, Dorthe (2015). Tjenestepigerne. 100 års historie om stemmeret og ligestilling. København: Informations Forlag. ISBN 9788775144815.
- Chakravarty, Dorthe (2016). Jo. Carlsbergfruen, der gik sine egne veje. København: Gyldendal. ISBN 9788702163865.
- Chakravarty, Dorthe (2018). Husmor i en rationeringstid. Køkkenliv under besættelsen. København: Gyldendal. ISBN 9788702236958.